# Вулиця Миколи Богуславського
Вулиця Миколи Богуславського — вулиця у Святошинському районі міста Києва, місцевість Берковець. Пролягає від вулиці Антоні Новосельського до вулиці Михайла Рибакова.

## Історія
Вулиця виникла наприкінці 2010-х роках під проектною назвою вулиця Проектна 13002. Назва - на честь українського громадського діяча, видавця, мецената, організатора кобзарських шкіл на Кубані Миколи Богуславського надана 2018 року.